# Джон Спіллейн (футбольний арбітр)
Джон Спіллейн (англ. John Spillane, 19 лютого 1949) — ірландський футбольний арбітр, арбітр ФІФА з 1988 по 1991 рік.

## Кар'єра
З 1983 року обслуговував матчі вищого дивізіону Ірландії, а з 1988 року і міжнародні ігри, зокрема відсудивши один з чвертьфіналів молодіжного чемпіонату Європи 1990 року. У 1991 році завершив суддівську кар'єру.